# Râul Kir
Kir (în albaneză Kir) este un râu din nordul Albaniei care curge mai întâi spre sud-vest și apoi spre sud-vest, ieșind din Alpii nord-albanezi și intrând într-un afluent al râului Drin chiar sub Shkodër.
În partea superioară, râul taie „Canionul Kir”, cu stânci dramatice. Tribul albanez sau fis de Kiri a locuit în această zonă. Chiar în afara orașului Shkodër, în Mes, se află vechiul pod de piatră Mes care traversează râul Kir.